# Phượng tím
Phượng tím (danh pháp hai phần: Jacaranda mimosifolia) là một loài thực vật thuộc họ Chùm ớt (Bignoniaceae) bao gồm các loài chùm ớt, núc nác, đào tiên...
Là một loài cây gỗ lớn (cao 10–15 m), tán lá tỏa rộng (7–10 m) nhưng cành lá thưa, lá phức bao gồm hai lần lá kép, nên khi không có hoa cây trông tương tự phượng vĩ, nhưng vào mùa nở hoa thì trổ nhiều hoa hơn. Hoa hình ống dài 4–5 cm, từng chùm màu tím, hình chuông, cánh hoa mềm mại, dễ bị dập nát, không hề giống hoa phượng. Hoa thường nở vào đầu mùa xuân, tháng 3-4-5 ở Bắc bán cầu và tháng 9-10-11 ở Nam bán cầu. Mùa hoa nở kéo dài khá lâu, có thể đến 4–6 tháng.
Phượng tím có nguồn gốc từ Nam Mỹ, từ lâu đã được du nhập vào Ấn Độ, Nêpan..., tức thích hợp với khí hậu nhiệt đới và cận nhiệt đới.
Cây thường được trồng làm cây cảnh ven đường và trong các công viên, nhưng tác dụng cho bóng mát kém vì tán lá quá thưa thớt. Riêng trong công viên, vì không phải quét dọn mỗi ngày như trên đường phố, sau vài ngày hoa rụng trên mặt đất sẽ có một thảm hoa màu tím khá bắt mắt.

## Hình thái

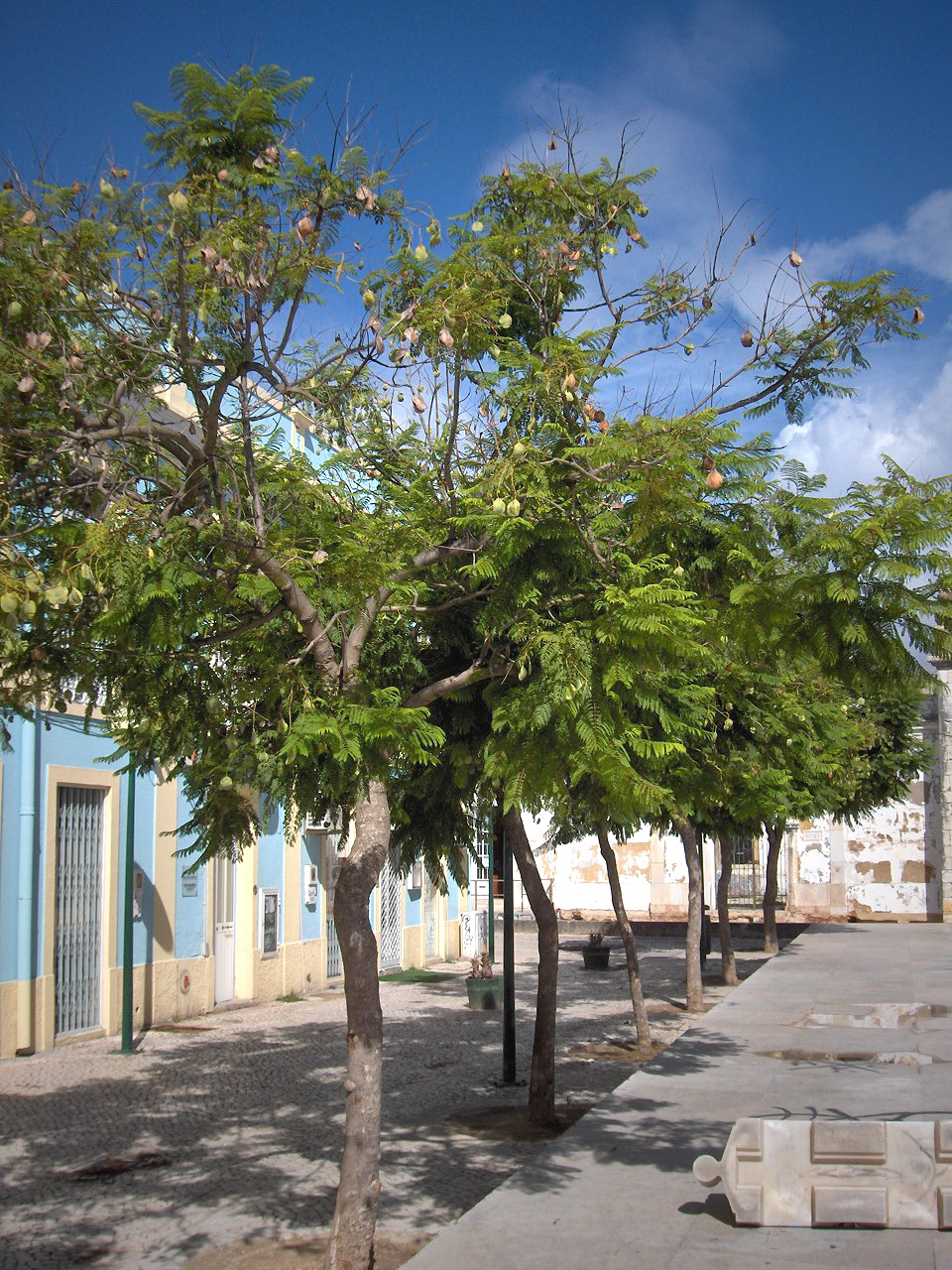
tàn lá và quả nang

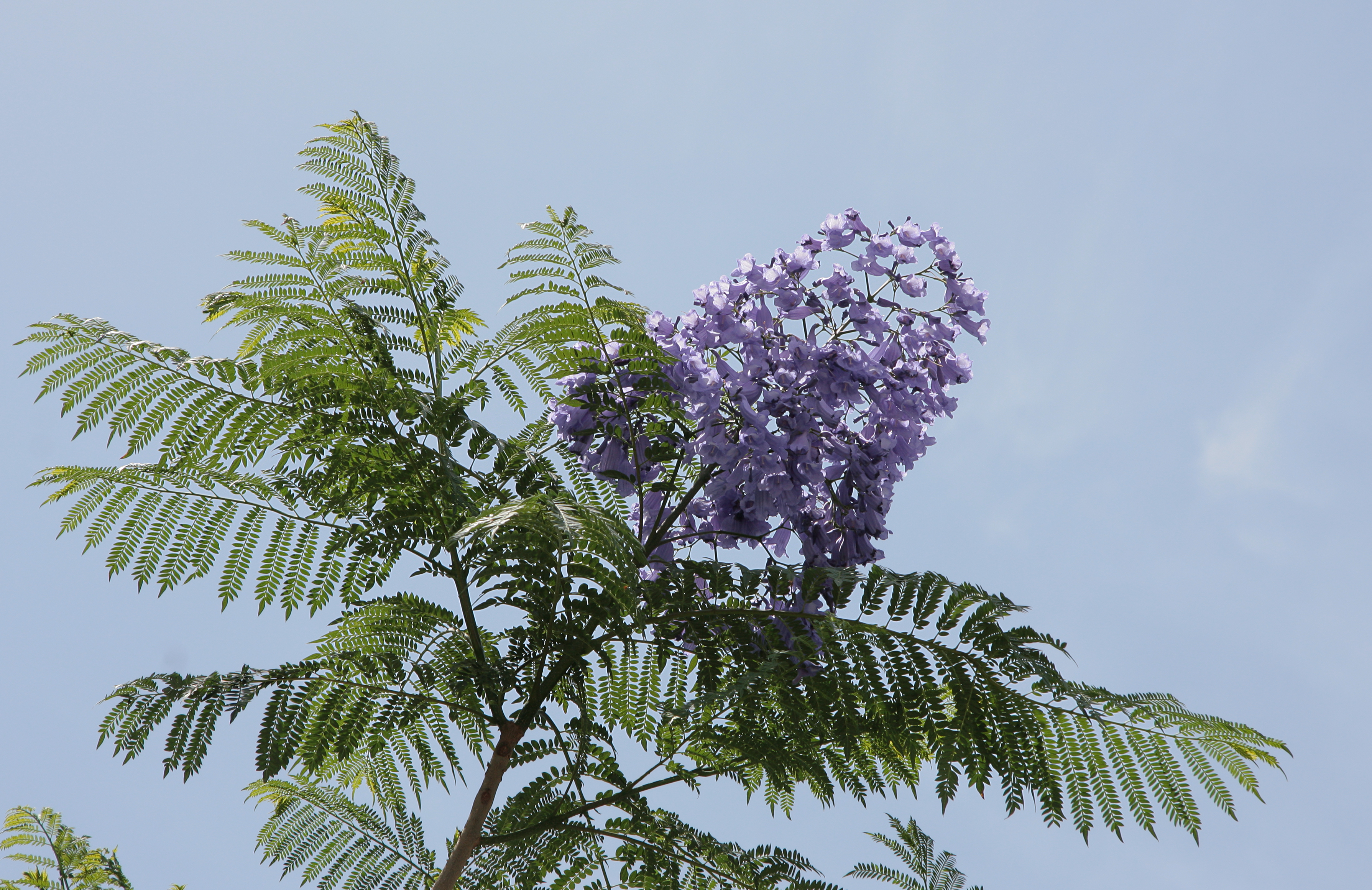

Cây phát triển đến chiều cao lên tới 20 m (66 ft). Vỏ cây của nó mỏng và có màu nâu xám, nhẵn khi cây còn nhỏ mặc dù sau này trở nên có vảy mịn. Cành cây mảnh khảnh và hơi ngoằn ngoèo; chúng có màu nâu đỏ nhạt. Những bông hoa dài tới 5 cm (2,0 in) và được nhóm lại trong các khóm 30 cm (12 in). Hoa xuất hiện vào mùa xuân và đầu mùa hè, và kéo dài đến hai tháng, sau đó thành vỏ hạt gỗ, đường kính khoảng 5 cm (2,0 in), chứa nhiều hạt phẳng, có cánh. Phiến lá kép có lông và có chiều rộng từ 10 đến 20 cm. Ngọn cây tròn.
Các quả cứng có hình dạng bất thường, có chiều dài 5,1 đến 7,6 cm (2 đến 3 in), thường được thu thập, làm sạch và sử dụng để trang trí cây Giáng sinh và trang trí. Gỗ có màu xám nhạt đến trắng, hạt thẳng, tương đối mềm và không có nút.

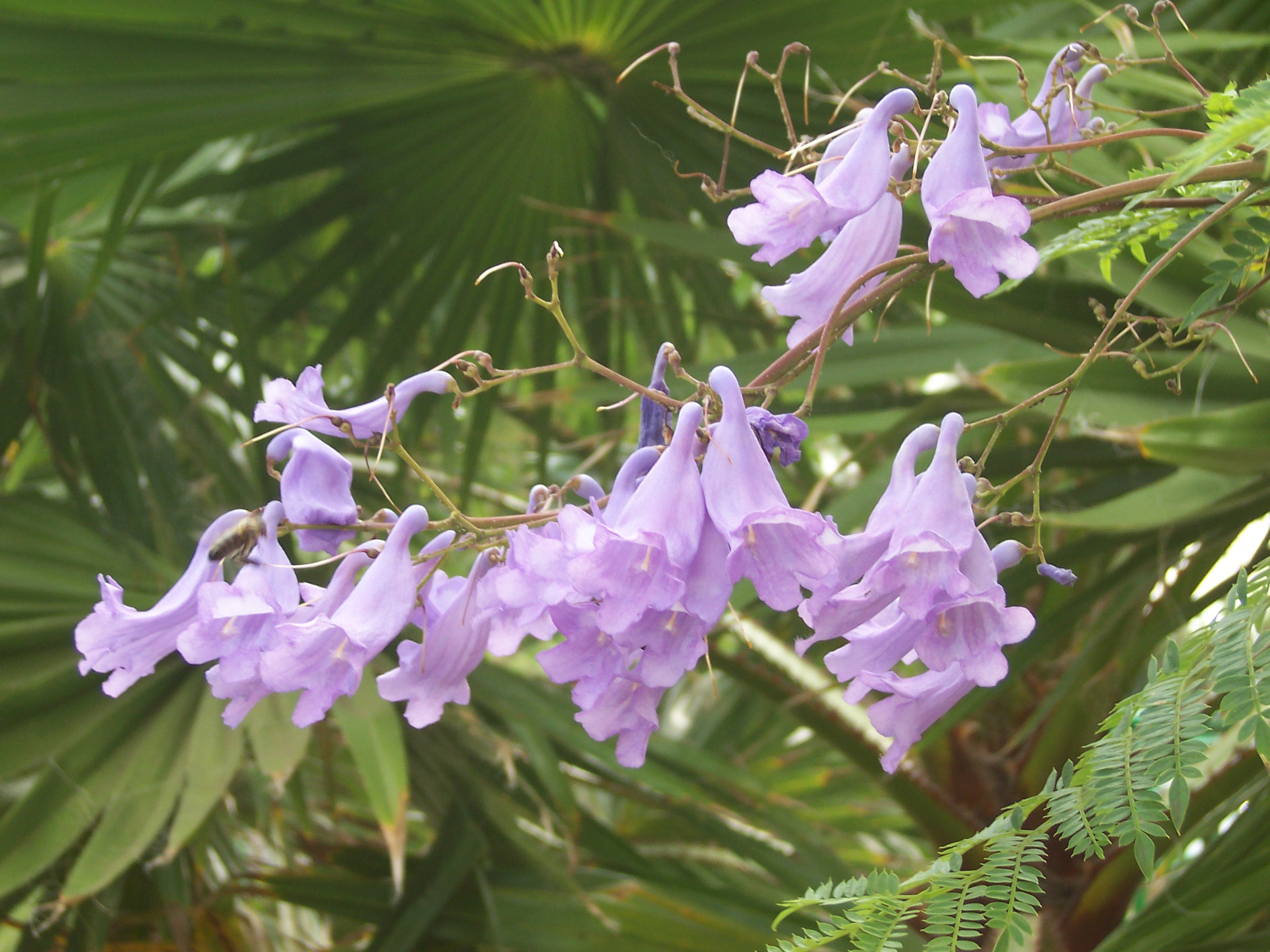
hoa
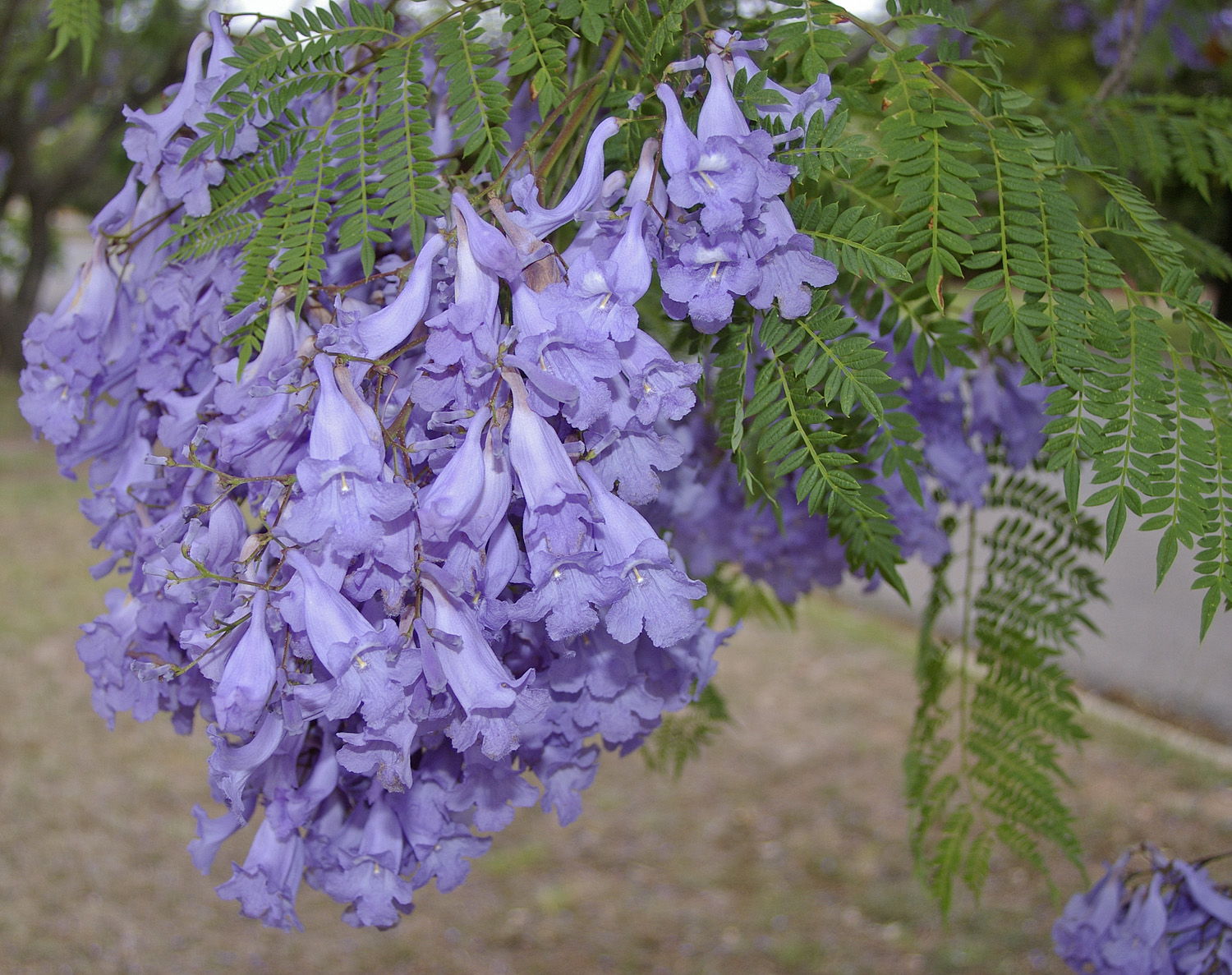
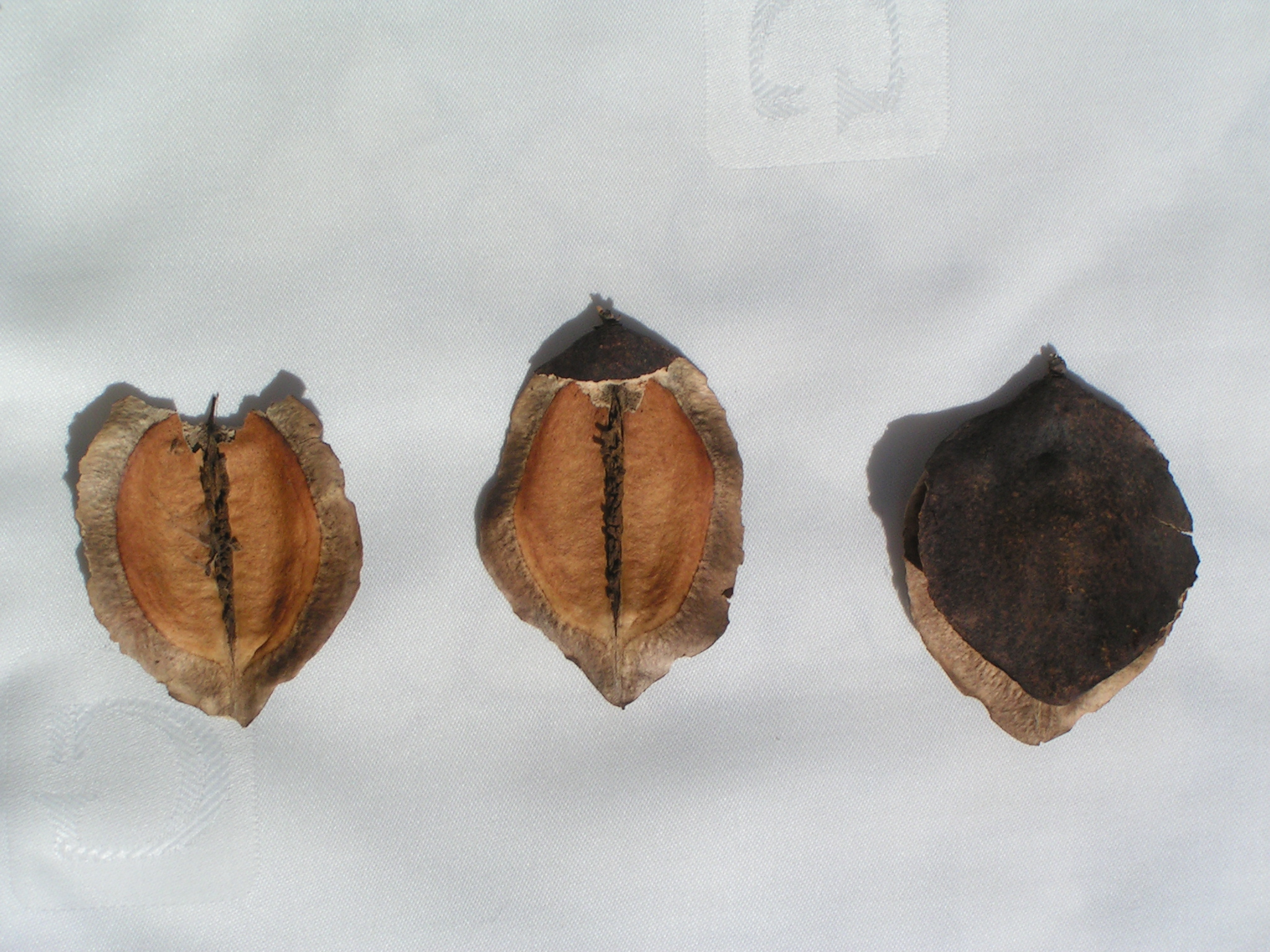
quả
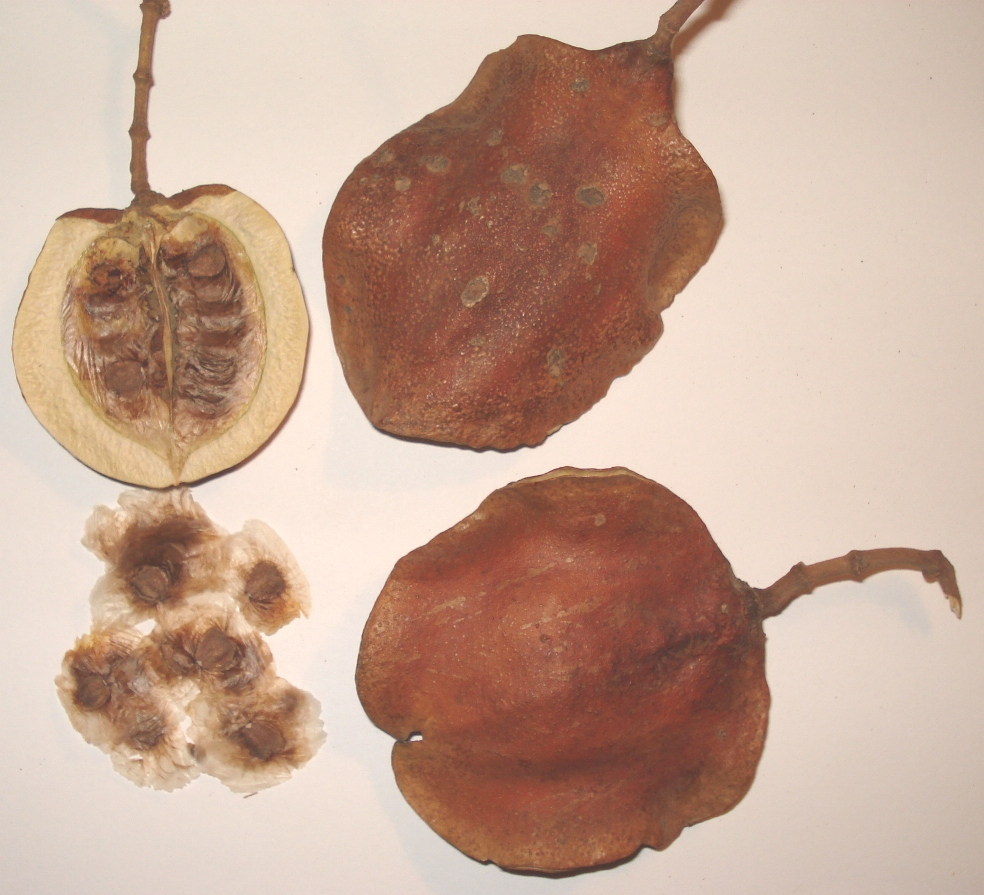
vỏ quả và hạt giống
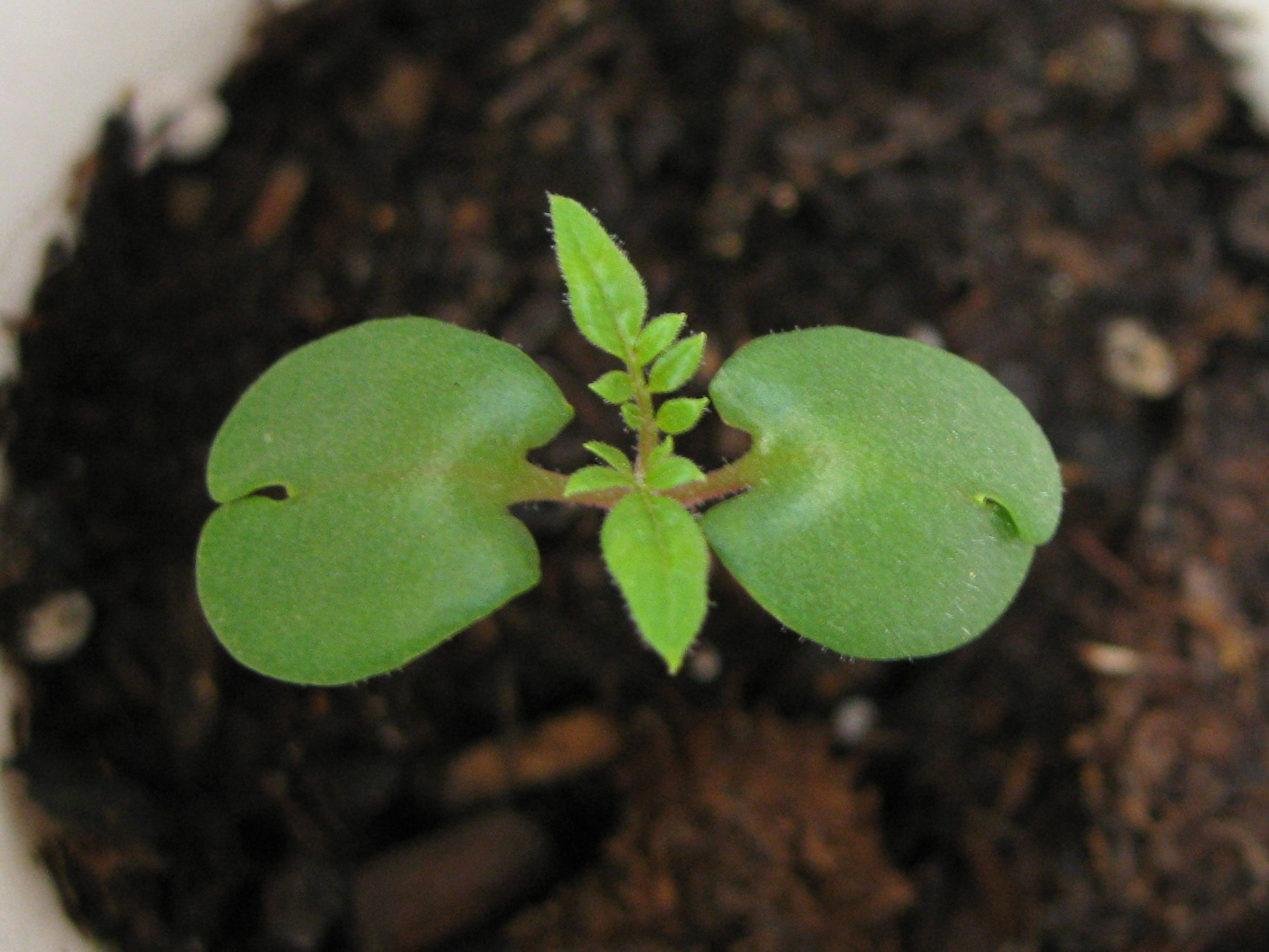
mầm
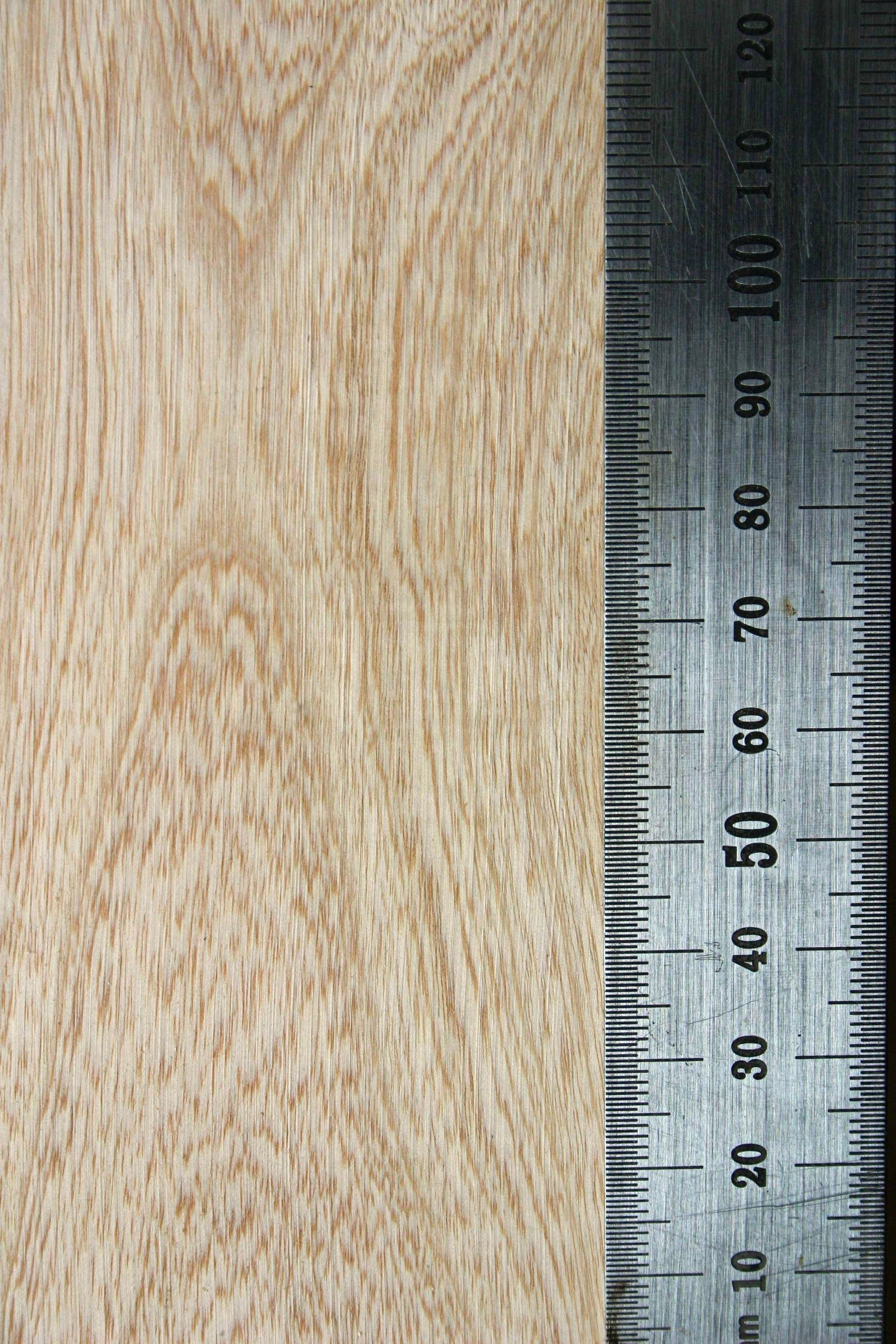
gỗ
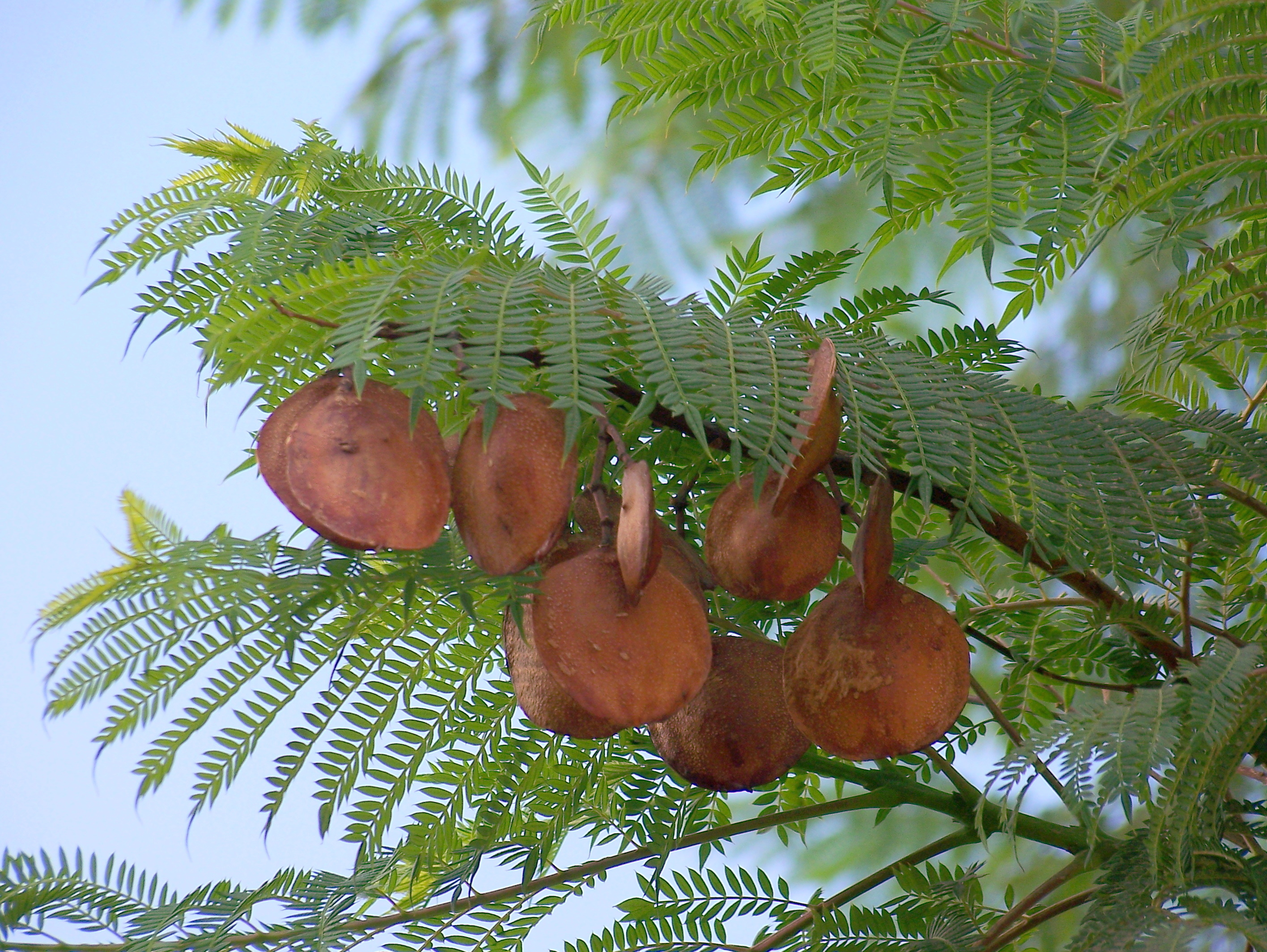
lá và quả nang

## Môi trường sống
Jacaranda đã được trồng ở hầu hết các nơi trên thế giới, nơi không có nguy cơ băng giá; Tuy nhiên, những cây được sự bảo vệ với gỗ cứng có thể chịu được những đợt nhiệt độ ngắn xuống khoảng −7 °C.

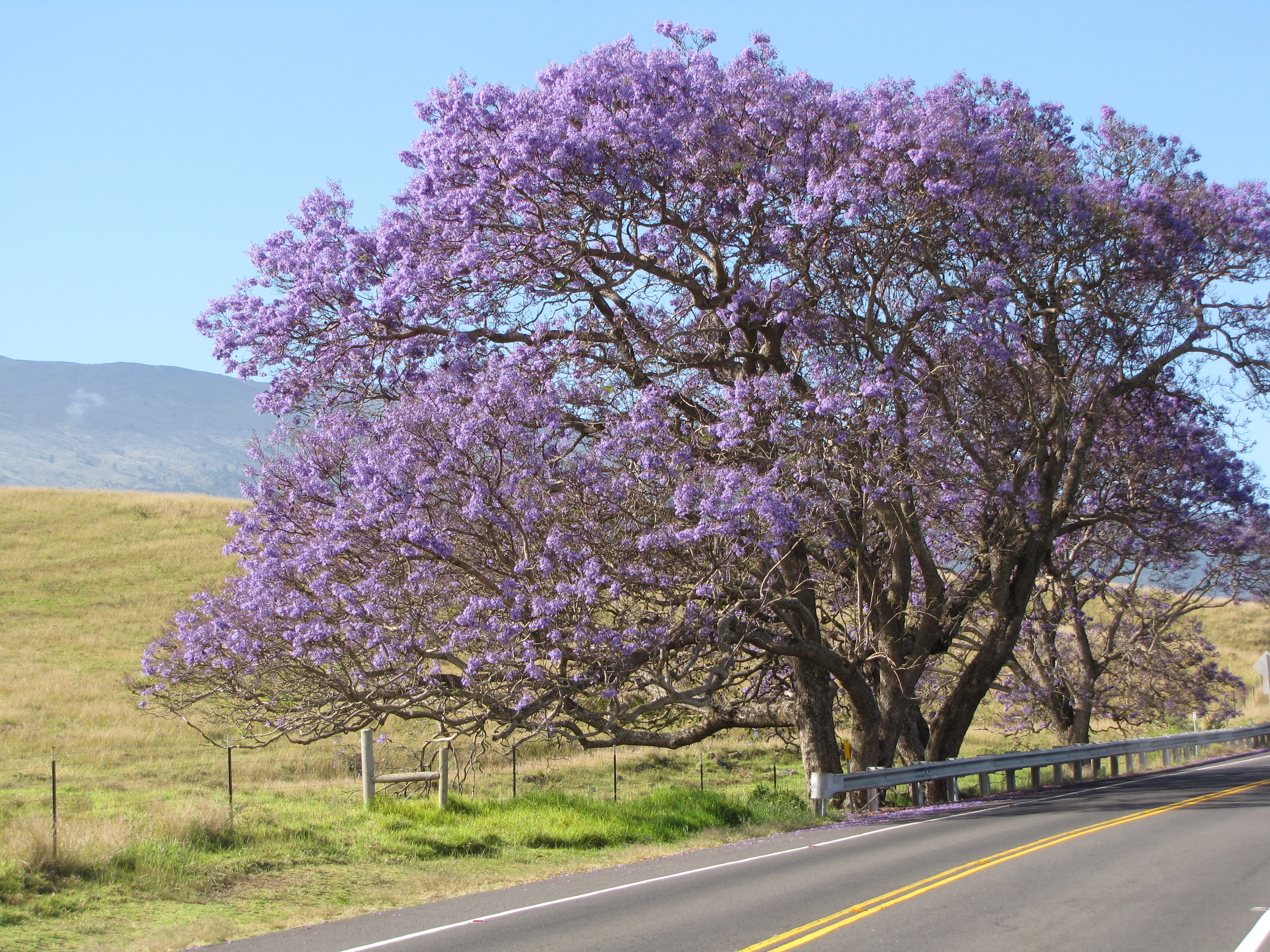
Phượng tím ở Maui, Hawaii

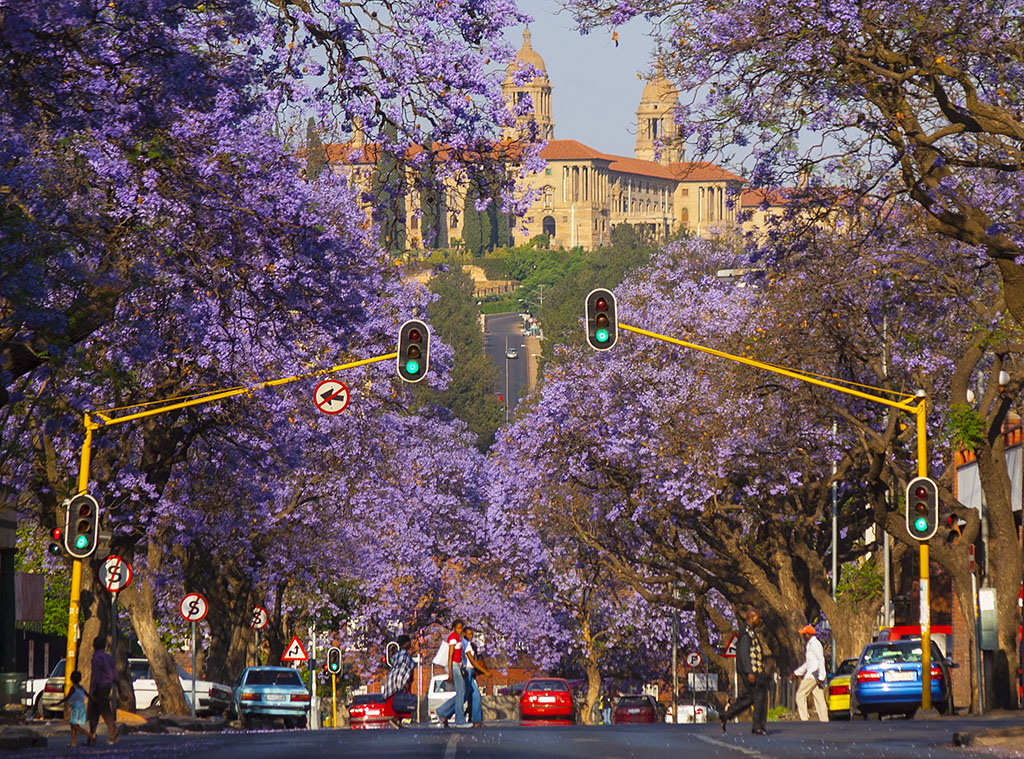
Cây phượng tím được trồng nhiều trên đường phố Pretoria, Nam Phi

Ở Hoa Kỳ, Jacaranda được trồng rất rộng rãi ở California, phía tây nam Arizona, đông nam Texas và Florida.
Ở châu Âu, nó được trồng trên toàn bộ bờ biển Địa Trung Hải của Tây Ban Nha (đáng chú ý trong Cộng đồng Valencia, Quần đảo Balearic và Andalusia với các cây đặc biệt lớn ở Valencia, Alicante và Seville và thường ra hoa sớm hơn so với phần còn lại của châu Âu), ở phần phía nam của Bồ Đào Nha (đáng chú ý ở Lisbon), miền nam nước Ý (ở Naples và Cagliari, thật dễ dàng để bắt gặp những mẫu vật tuyệt đẹp), miền nam Hy Lạp (đáng chú ý ở Athens) và trên các đảo của Malta và Síp.
Phượng tím được xem là một loài xâm lấn ở các vùng của Nam Phi và Úc, ngăn chặn sự phát triển của các loài bản địa. Jacaranda được trồng rộng rãi làm cây cảnh ở Úc, từ Melbourne ở phía nam đến Cairns ở phía bắc. Phượng tím có ở Cape Town từ khoảng năm 1829. Ở các vùng khác của Châu Phi, jacaranda đặc biệt có mặt ở Lusaka, thủ đô của Zambia, Nairobi, thủ đô của Kenya và Harare, thủ đô của Zimbabwe. Pretoria ở Nam Phi được biết đến là "Thành phố Jacaranda" do số lượng lớn cây jacaranda được trồng làm cây đường phố và trong các công viên và vườn, nhưng ở Johannesburg thực sự có nhiều cây jacaranda hơn; công ty Nelsonia Nurseryeries đã trồng 30 triệu cây và cây bụi vào năm 1896, trong đó nhiều cây là cây jacaranda; và được cho là đã trồng hơn 100 km cây dọc theo các đường phố ở ngoại ô thành phố Johannesburg, Kensington.
Tại Việt Nam, cây này đã được du nhập vào Đà Lạt bởi kỹ sư canh nông Lương Văn Sáu từ năm 1962, có thấy quanh hồ Xuân Hương, đường Trần Phú,... hoa nở vào tháng 3 tháng 4, cây phát triển tốt do phù hợp với khí hậu và thổ nhưỡng  và có lẽ cũng thích hợp với những vùng mát như Tam Đảo, Lai Châu, Măng Đen ở Việt Nam.... Cây phải trồng bằng hạt, vì thế sau khi đã du nhập một số cây vào Việt Nam, việc nhân rộng khá chậm chạp vì không thể giâm cành. Cây trồng từ hạt ra hoa sau 2–3 năm, khi cây còn khá thấp (người lớn có thể với tay tới hoa).

## Hình ảnh

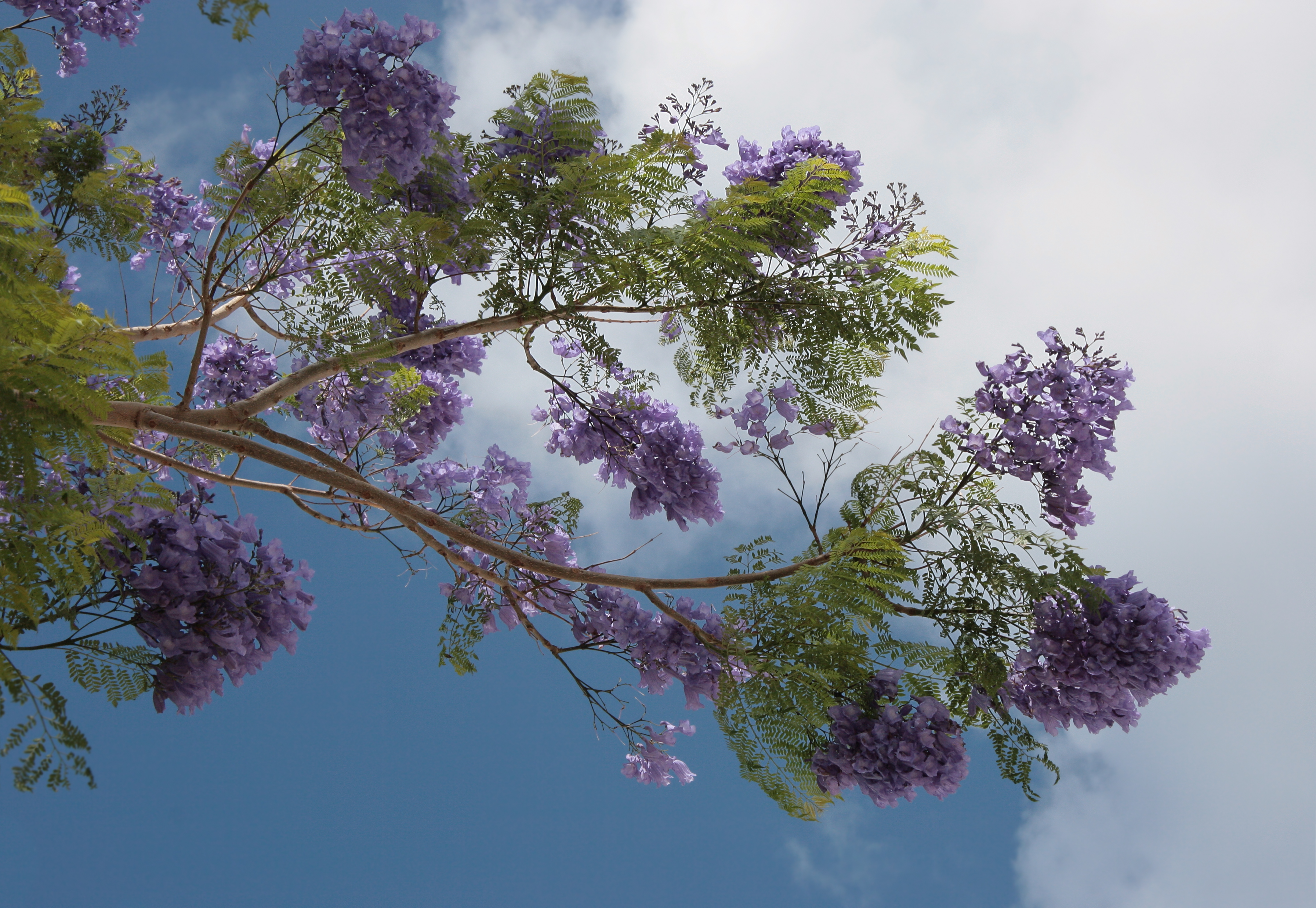
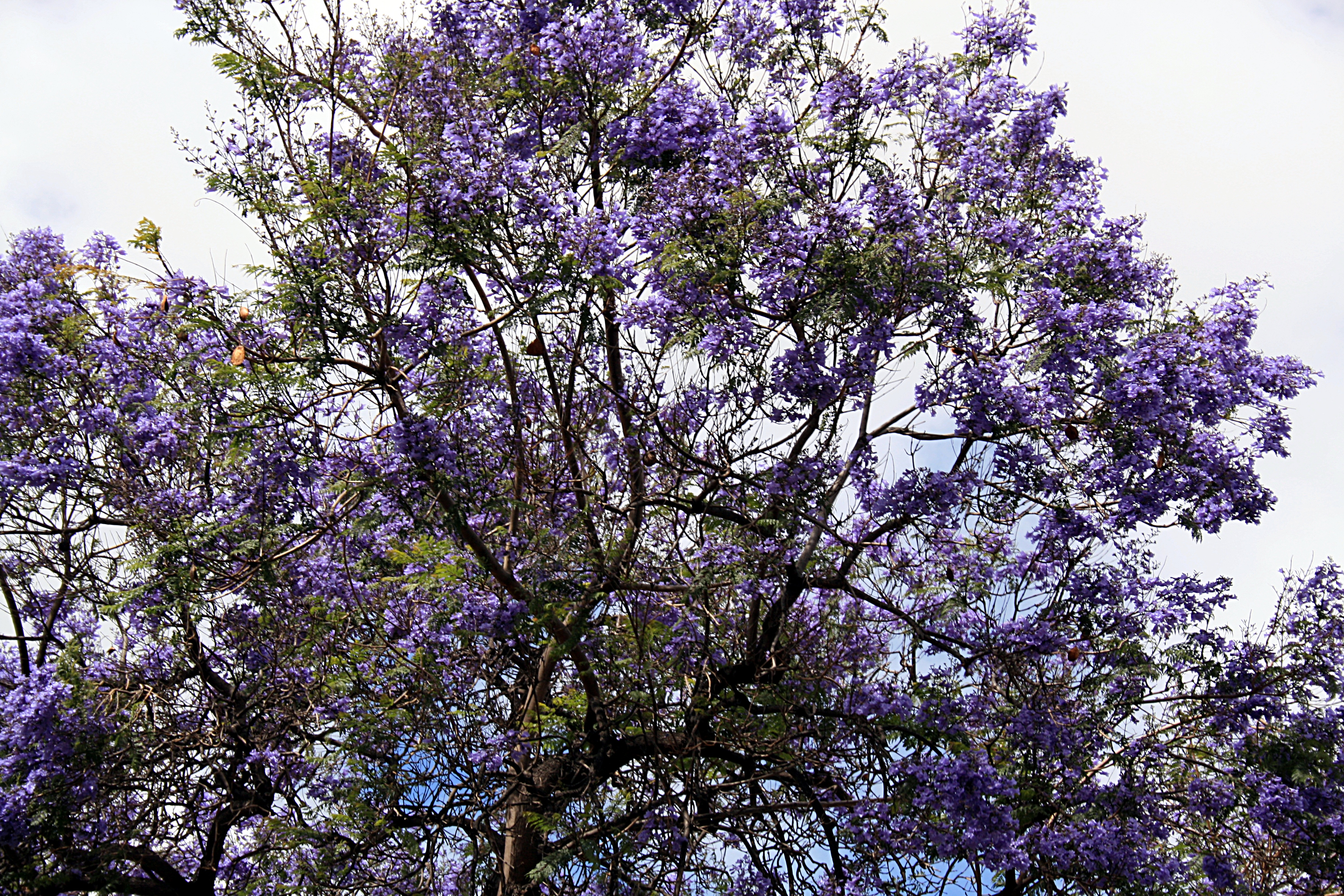
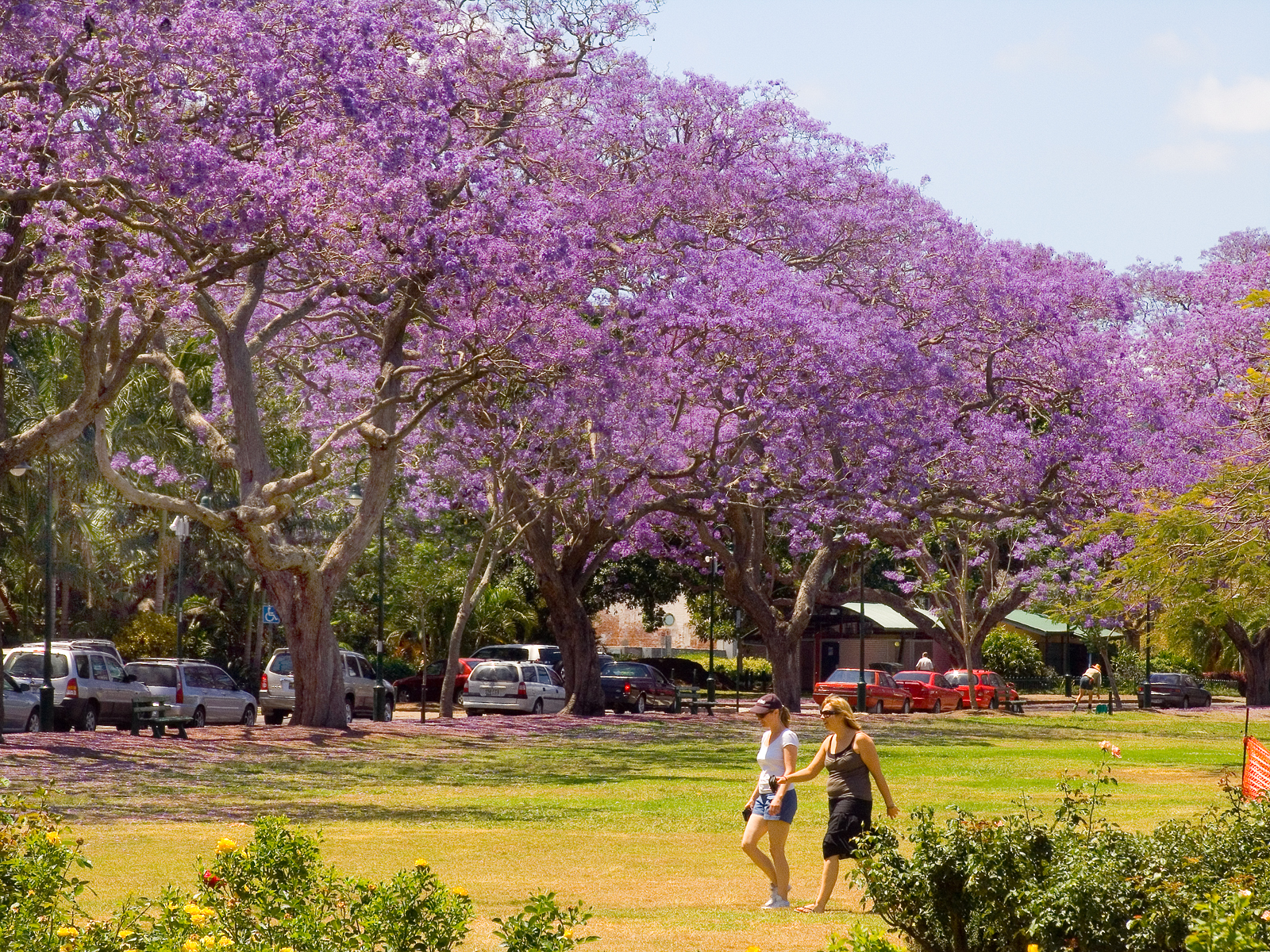
ở New Farm Park Brisbane, Úc
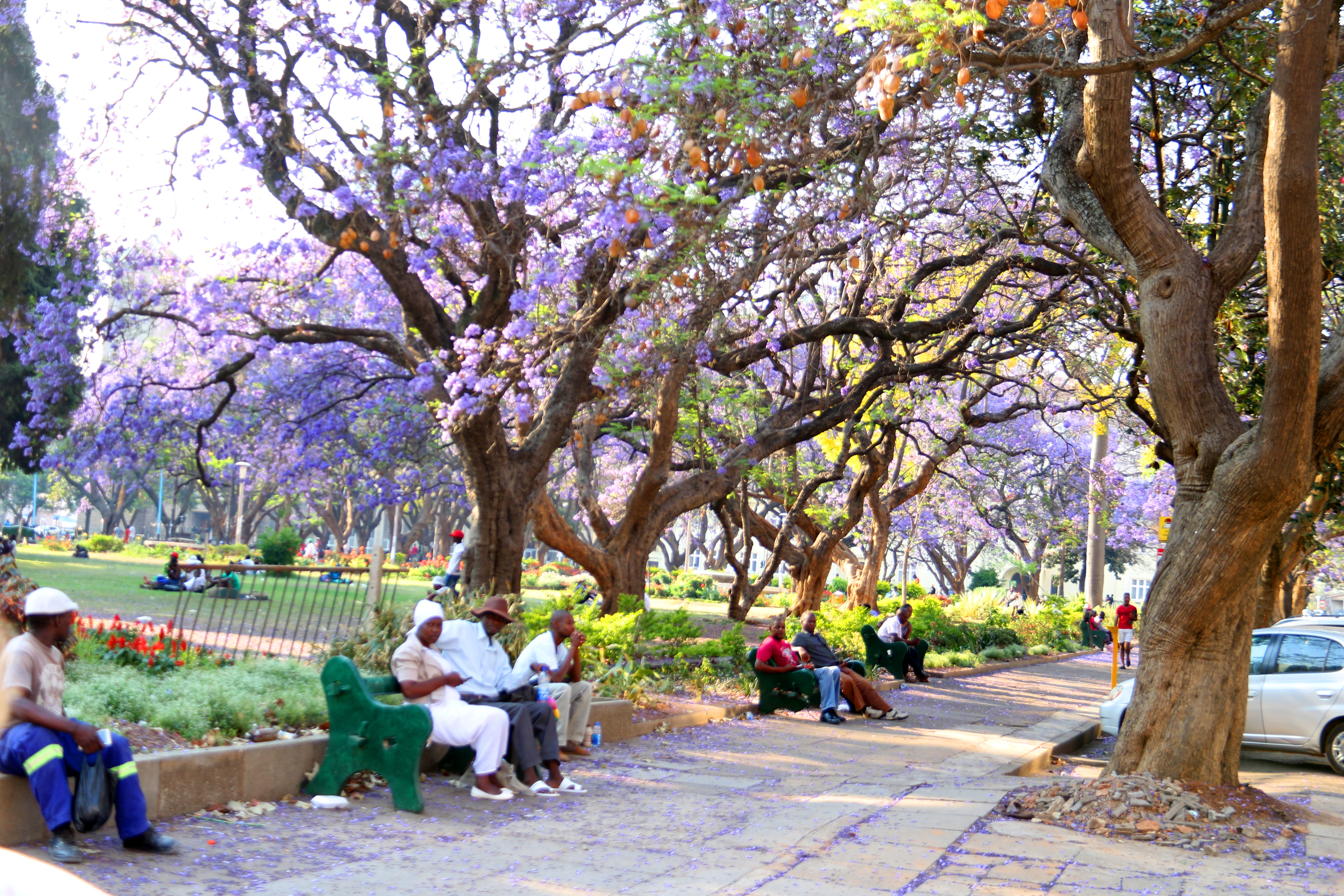
ở công viên ở Harare Zimbabwe
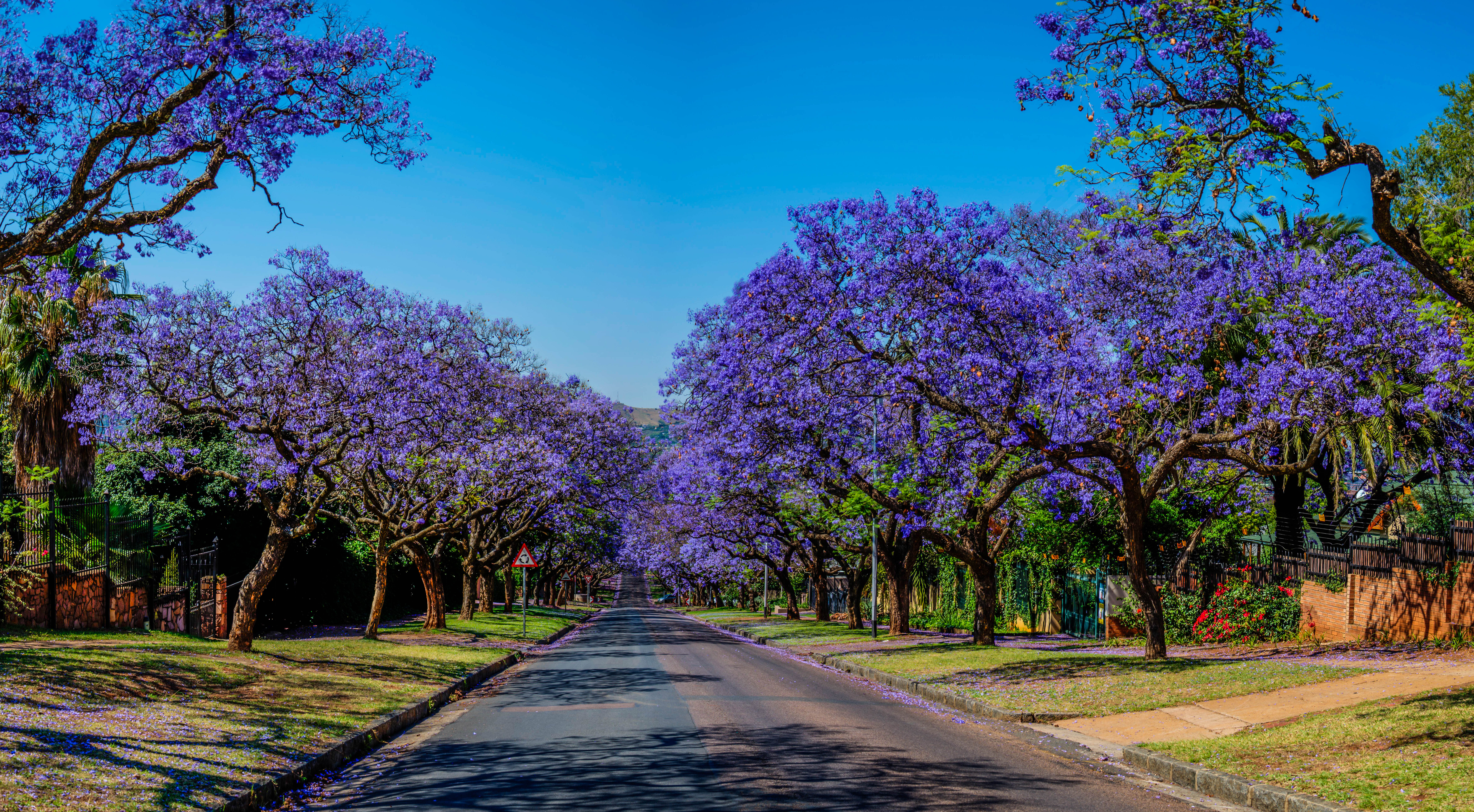
Cây phượng tím được trồng nhiều trên đường phố Pretoria, Nam Phi
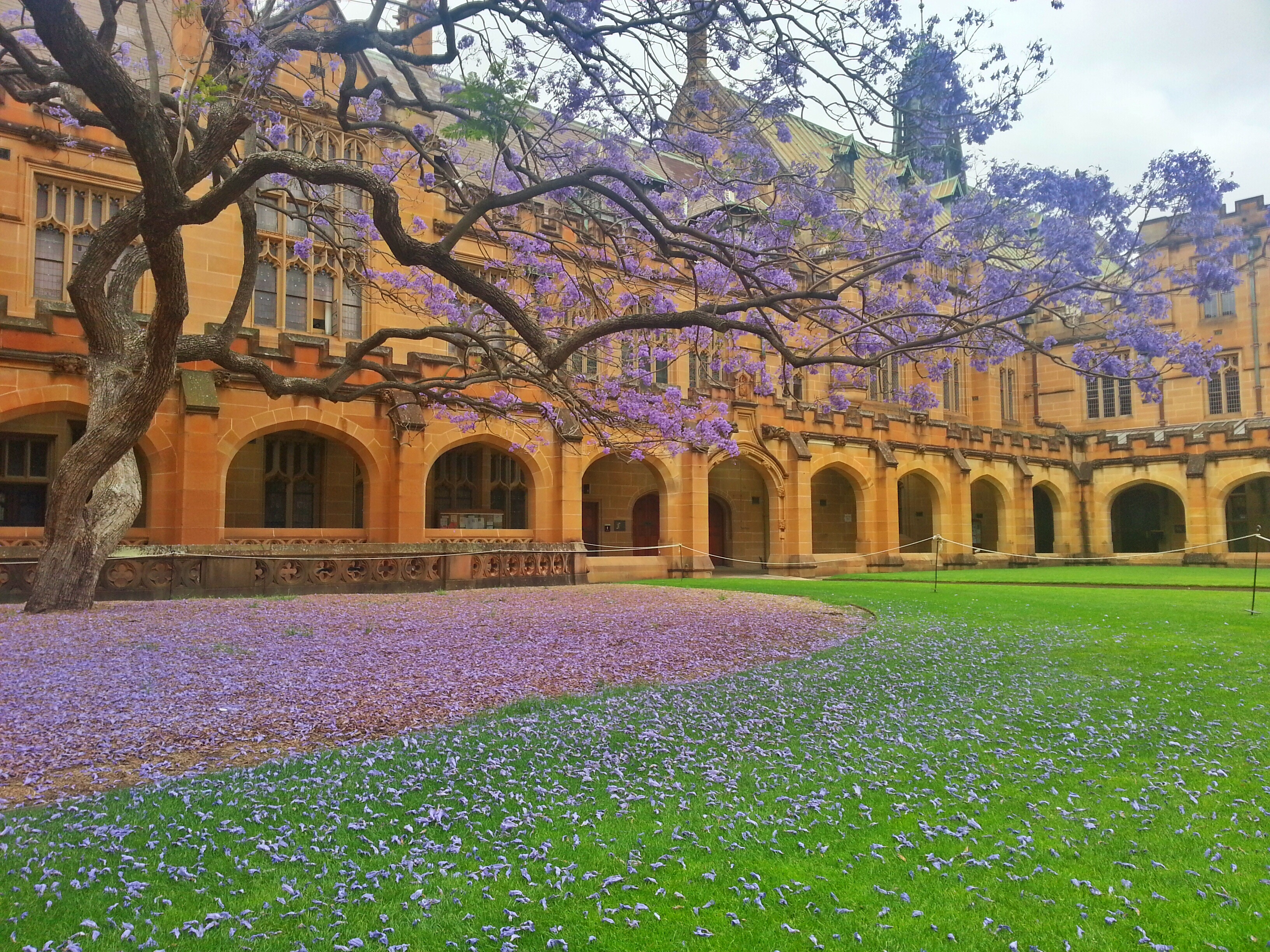
trong khuôn viên Viện đại học Sydney

## Trong văn hóa dân gian

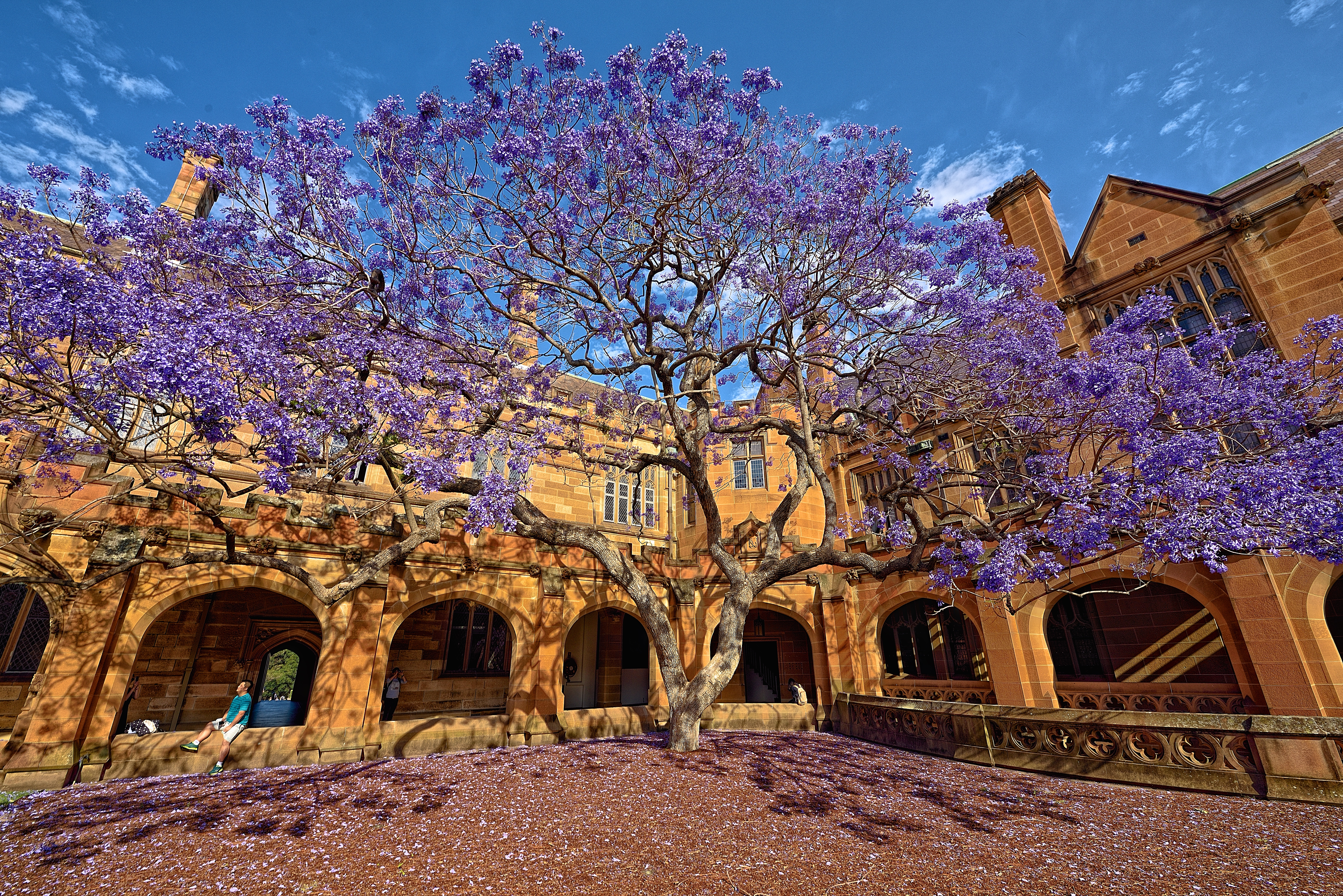
Cây phượng tím "Jacaranda" nổi tiếng trong khuôn viên Viện đại học Sydney, vào tháng 11 (là cuối mùa xuân tại Úc).

"Hoảng loạn màu tím" (Purple panic) là một thuật ngữ đề cập đến sự căng thẳng của học sinh, sinh viên trong giai đoạn cuối mùa xuân và đầu mùa hè (tháng 10 đến tháng 12 tại Úc) được sử dụng bởi các sinh viên ở phía đông nam Queensland. Màu tím đề cập đến màu sắc hoa của cây Jacaranda nở vào thời điểm đó và đã được trồng rộng rãi trên khắp quận đó. Sự hoảng loạn đề cập đến sự cần thiết phải hoàn thành bài tập và nghiên cứu cho các kỳ thi cuối cùng. Cây Jacaranda khi nở hoa còn được gọi là cây thi cử (exam tree). Cây phượng tím "Jacaranda" nổi tiếng trong khuôn viên tòa nhà chính (Main Quadrangle) của Viện đại học Sydney, thường nở hoa vào cuối tháng 10 và vào tháng 11 (là cuối mùa xuân tại Úc), theo lời truyền tụng lâu đời tại Đại học Sydney "vào thời gian jacaranda nơi tòa nhà chính của đại học nở hoa là đã quá muộn để bắt đầu học cho các kỳ thi", cây gốc được trồng từ năm 1928 và chết năm 2016.
Ngược lại, trong khi cũng là thời điểm Jacaranda nở hoa ở Pretoria trùng với kỳ thi cuối năm tại Đại học Pretoria, truyền thuyết kể rằng nếu một bông hoa từ cây Jacaranda rơi trên đầu một sinh viên, sinh viên đó sẽ vượt qua tất cả kỳ thi.
Bài hát Giáng sinh của Úc "Christmas Where The Gum Trees Grow" có câu hát "Khi hoa Jacaranda nở ở đây, mùa Giáng sinh đã đến gần". Ở Argentina, nhà văn Alejandro Dolina, trong cuốn sách Crónicas del Ángel Gris ("Biên niên sử của thiên thần xám"), kể về truyền thuyết về một cây jacarandá khổng lồ được trồng ở Plaza Flores (Quảng trường Flores) ở Buenos Aires, có thể huýt sáo bài hát tango theo yêu cầu. Bài hát dân gian Santafesino de veras của Miguel Brascó cũng đề cập đến mùi thơm của jacarandá như là một nét đặc trưng của tỉnh Santa Fe duyên hải (cùng với những cây liễu mọc bên sông).
Thành phố Grafton trên bờ biển phía bắc của bang New South Wales, Úc, cũng nổi tiếng với jacaranda. Mỗi năm vào cuối tháng 10 và đầu tháng 11, thành phố có một lễ hội jacaranda. Vùng ngoại ô Applecross của Perth, Tây Úc, có những con đường được trồng toàn cây jacaranda và tổ chức "Lễ hội Jacaranda" mỗi năm vào tháng 11.